# Zhangixalus suffry
Zhangixalus suffry è una specie di rana volante della famiglia Rhacophoridae, descritta alla scienza per la prima volta nel 2007.

## Distribuzione e habitat
È endemica dell'India (Arunachal Pradesh, Assam, Nagaland), nella parte più a est della catena himalayana.